# خوان مورالس (دونده)
خوان مورالس (اسپانیایی: Juan Morales‎؛ زادهٔ ۱۲ ژوئیه ۱۹۴۸) دونده اهل کوبا بود.
وی در مسابقات کشوری و بین‌المللی در مجموع برندهٔ ۳ مدال نقره شده‌است.